# Eugenio Keller
Eugenio Keller (Caracas, Venezuela, 1989) es un actor y modelo venezolano. 
Participó, en el 2006, en la teleserie juvenil venezolana Túkiti, crecí de una junto a Maria Gabriela de Faria, Laura Chimaras y José Ramón Barreto. 

## Filmografía
| Año  | Título               | Papel   | Notas        |
| ---- | -------------------- | ------- | ------------ |
| 2006 | Túkiti, crecí de una | Antonio | Protagonista |